# 西大寺 (岡山市)
西大寺（さいだいじ）は、岡山県岡山市東区西大寺中にある寺。山号は金陵山。本坊は観音院。
観音院は高野山真言宗別格本山の寺院。本尊は千手観世音菩薩。中国三十三観音霊場第一番札所、百八観音霊場（中国観音霊場、四国三十三観音霊場、九州西国霊場の３霊場の連携体）では第一番（本堂）・第二番（境内の南海観音）札所である。日本三大奇祭のひとつとも言われる、会陽（えよう、裸祭り）が有名である。

## 歴史
寺伝によれば、751年（天平勝宝3年）、周防国玖珂庄（現在の山口県岩国市玖珂町）に住んでいた藤原皆足姫が金岡郷（現在の岡山市東区西大寺金岡付近）に観音像を安置したことに始まり、777年（宝亀8年）安隆が現在地に堂宇を建立したとされる。元々は犀の角を戴き鎮めた地に建立したことから、「犀戴寺（さいだいじ）」と称したが、後に後鳥羽上皇の祈願文から「西大寺」に改称したとされる。
1507年（永正4年）の『金陵山古本縁起』によれば、1299年（正安元年）に堂宇を消失した記録のなかに、本堂、常行堂、三重塔、鐘楼、経蔵、仁王門等を構えていたことが記されており、すでに地方屈指の大寺であったものとみられる。
備前国の要港として栄えた吉井川の河口に位置していたことから、庶民信仰を集め、現在の会陽（裸祭り）へとつながっている。

## 西大寺の会陽（裸祭り）

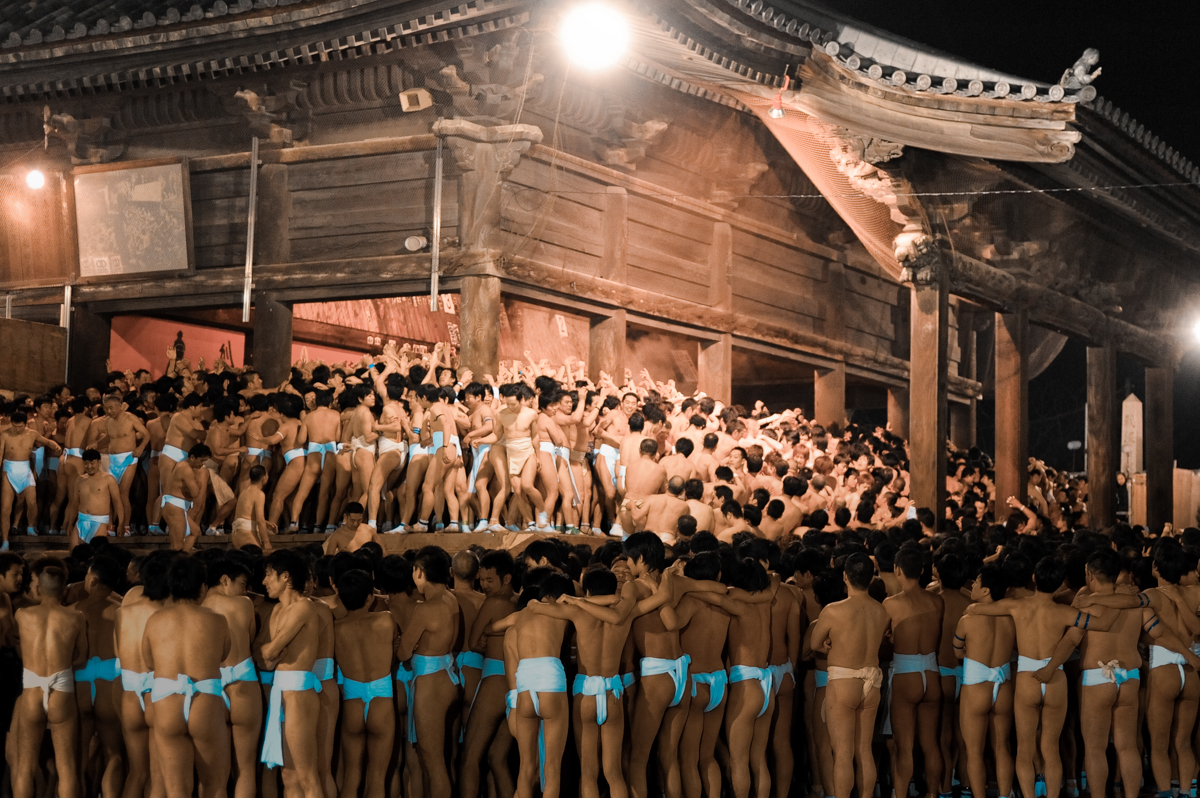
本堂に集う裸の男衆
宝木が投下される本堂内では裸の男衆が押し合い、男衆の体温で湯気があがっている。

旧暦1月に行われる新年の祈祷である「修正会」は、東大寺良弁僧正の高弟・実忠が創始したものであり、西大寺には開山の安隆が伝え、毎年旧正月元日から14日間行われていた。西大寺の修二会（会陽）が現在のように裸にまわしをしめた男衆が宝木（しんぎ）を奪い合う姿になったのは、1510年（永正7年）、僧侶の忠阿が修正会の結願の日に守護札を所望し殺到する参詣者の頭上に投与し、参詣者が身体の自由を守るために裸になって守護札を奪い合ったことに始まるとされる。
現在、日本三大奇祭の一つに数えられる会陽（裸祭り）は、毎年2月の第3土曜日に開催される。神事は3週間前から始まり、当日投げ込まれる宝木の材料を如法寺無量寿院（岡山市東区広谷）に受け取りに行く「宝木取り」、その翌日の「宝木削り」を経て、14日前からの修二会の祈祷が行われる。会陽当日の夜になるとまわし姿の裸の男衆が「ワッショ、ワッショ」の掛け声とともに集まり、牛玉所大権現（ごおうしょだいごんげん）の裸の守護神を参詣したあと、本堂西の四本柱をくぐり、本堂に向かう。そして、14日間の修二会の祈祷が結願した深夜に、本堂の御福窓から裸の男衆の頭上に香を焚きしめられた2本1対の宝木がそれぞれ牛玉紙（ごおうし）に包んで投下される。
そしてこの争奪戦を制して2本いずれかの宝木を手にし、仁王門の外に出た者（取り主）がその年の福男になる（現在は観音院境内の外での宝木争奪は禁止されており、仁王門外到達の時点で確定となる）。取り主は主催者である岡山商工会議所の西大寺支所内に特設された仮安置場へ宝木を持ち込んで申告、鑑定を受けてその宝木が正当なものであれば福男として認められ、その後宝木をその年の祝い主へ持ち込んで祝福を受け表彰状を授与される。
持ち込まれた宝木はそれから約1年、祝い主により祀られる習わしである。
会陽（裸祭り）には、中学生以上の男性で刺青、飲酒をしていなければ誰でも参加することができる。ただし、事前に主催者である西大寺観音院および西大寺会陽奉賛会（岡山商工会議所西大寺支所）に参加申し込みをしたうえで、まわしを購入し、身に着けている眼鏡や貴金属などをすべて外す必要がある。2009年（平成21年）までは宝木の投下は0時に行われていたが、会陽500周年を迎えた2010年（平成22年）からは、22時ちょうどに変更された。
会陽（裸祭り）の本祭りへの参加者は事実上壮年の男性に限定されるが、現在では、小学生以下が参加する「少年裸祭り」も行われている。また、女人禁制とのイメージがあるが、祭りの開始を告げる「会陽太鼓」の打ち手は全員女性であり、会陽当日の19時ごろ、白衣をまとった女性の一団が境内の垢離取場（こりとりば）で冷水に入り大願成就を念じて水垢離をし、男衆による裸祭りに祈りを捧げる役割を担っている。

## 伽藍
- 仁王門 - 1740年（元文5年）再建の楼門。
- 本堂 - 1863年（文久3年）再建。
- 牛玉（ごお）所殿（拝殿・釣殿・本殿・奥殿）- 本殿中央に前立牛玉所大権現と金毘羅大権現（讃岐金毘羅さん本殿に祀られていた脇仏の不動明王と毘沙門天）、脇に青面金剛を祀る。奥殿には秘仏の牛玉所大権現（ごうしょだいごんげん）。1880年（明治13年）建造[4]。
- 三重塔 - 1675年（延宝6年）に再建。胎蔵界大日如来を安置する。
- 高祖堂 - 伝18世紀末建築。弘法大師を祀る。
- 六角経蔵堂
- 石門 - 1819年（文政2年）建築の竜鐘楼。その先に垢離取場
- 鐘楼門 - 伝18世紀末建築。梵鐘は重文の招福の鐘(朝鮮鐘で龍鐘)。
- 千手堂 - 2.5mの千手観音坐像
- 客殿

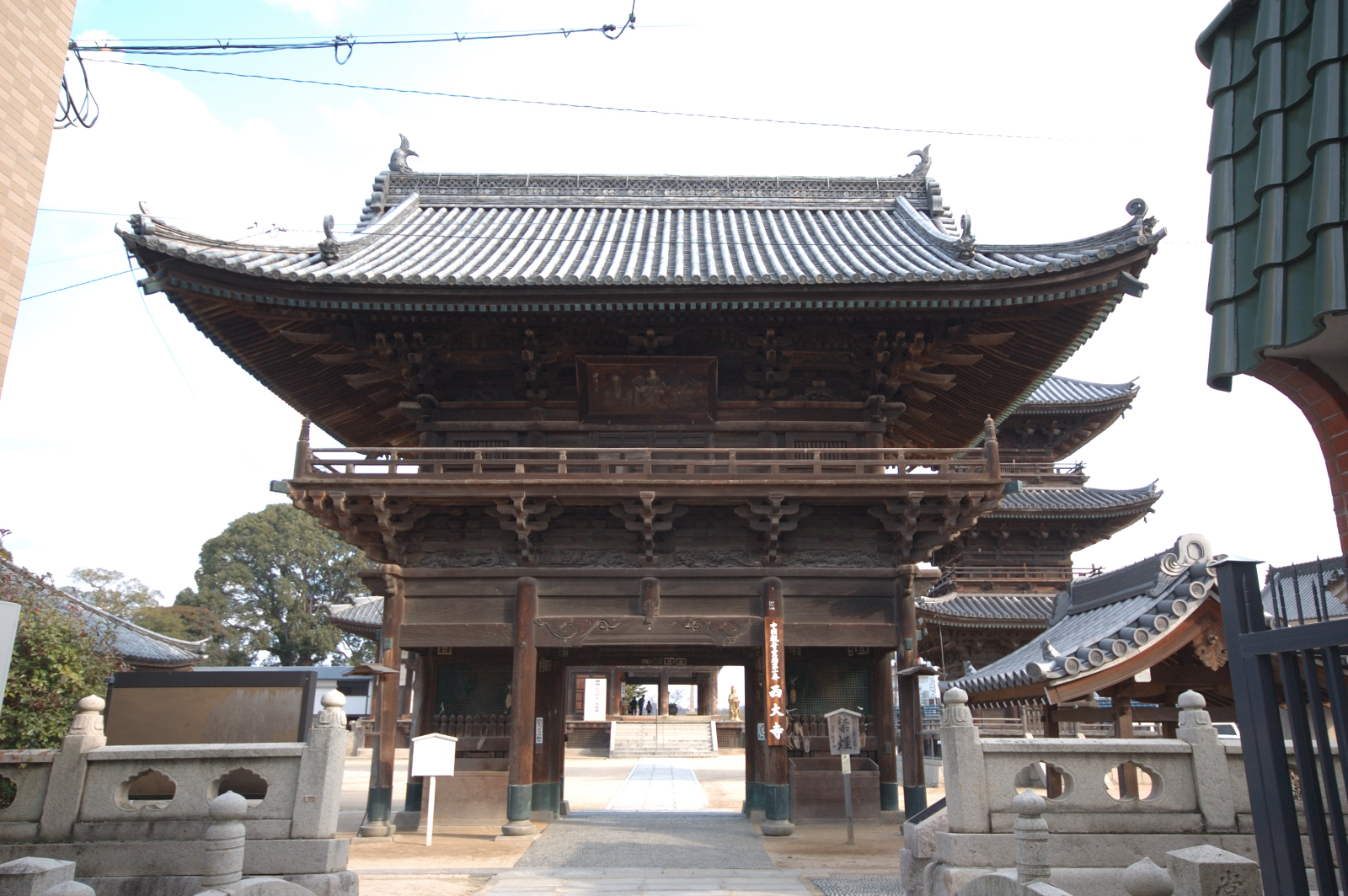
仁王門（登録有形文化財）
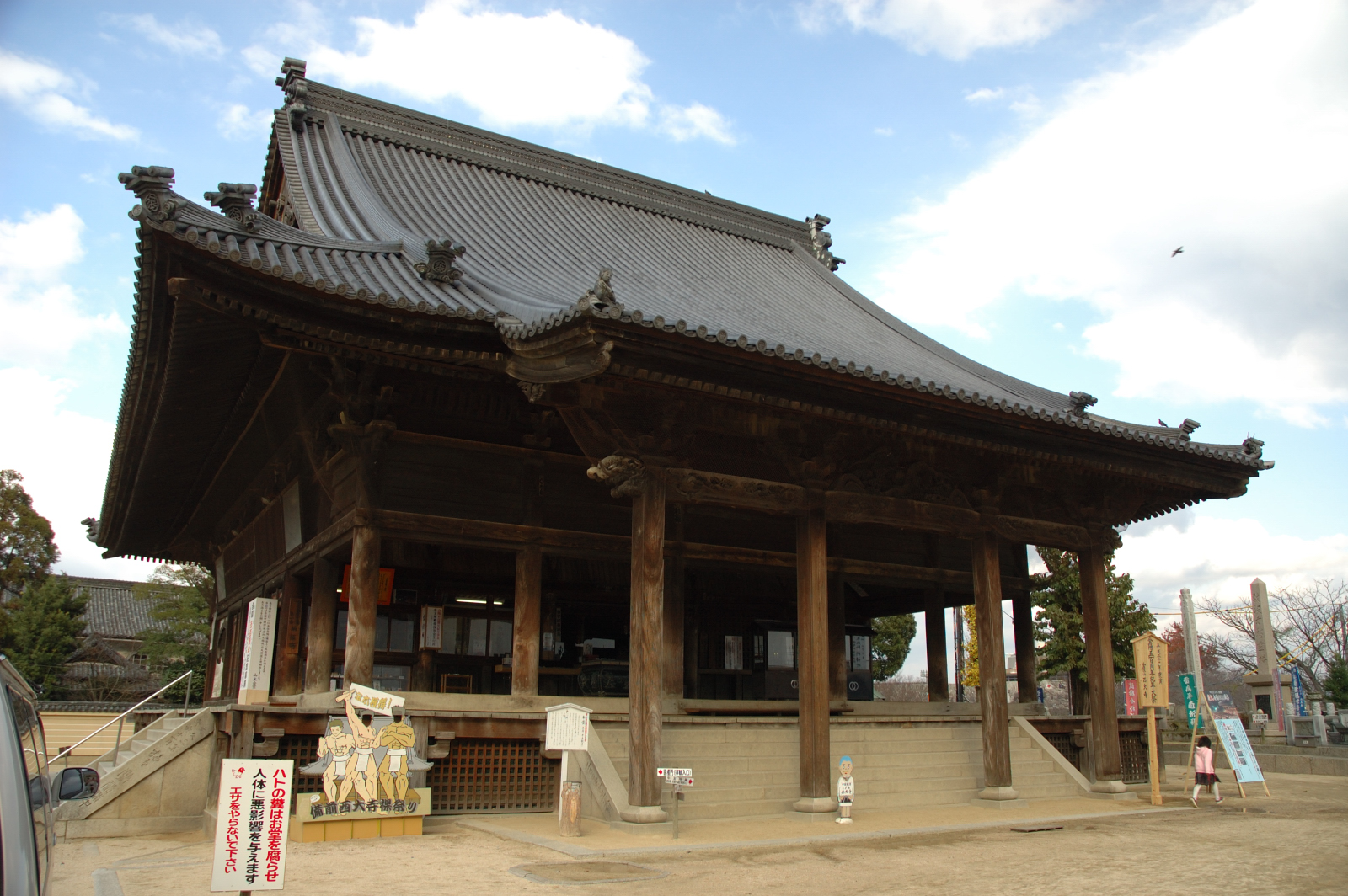
本堂（市指定）
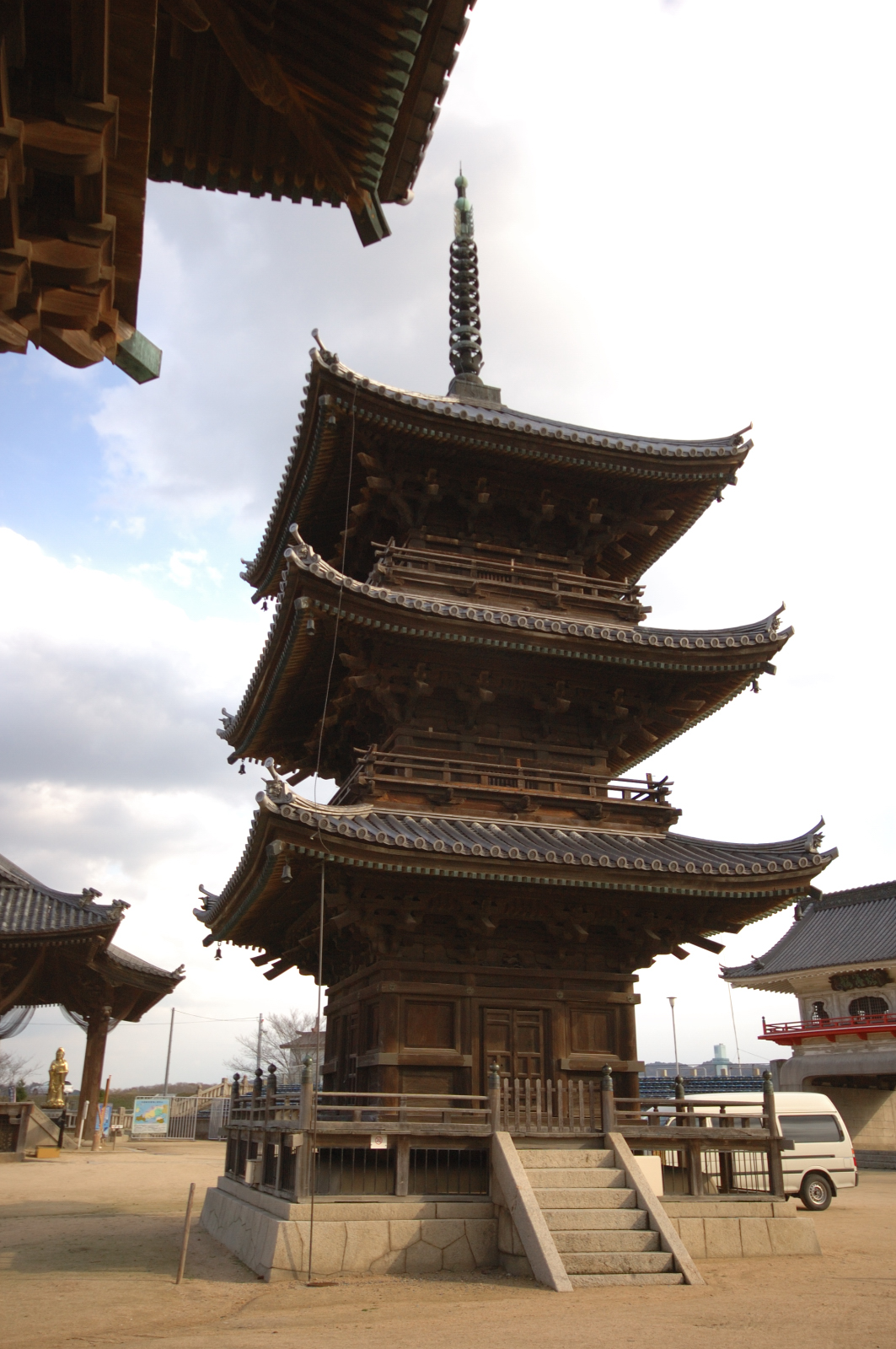
三重塔（県指定）
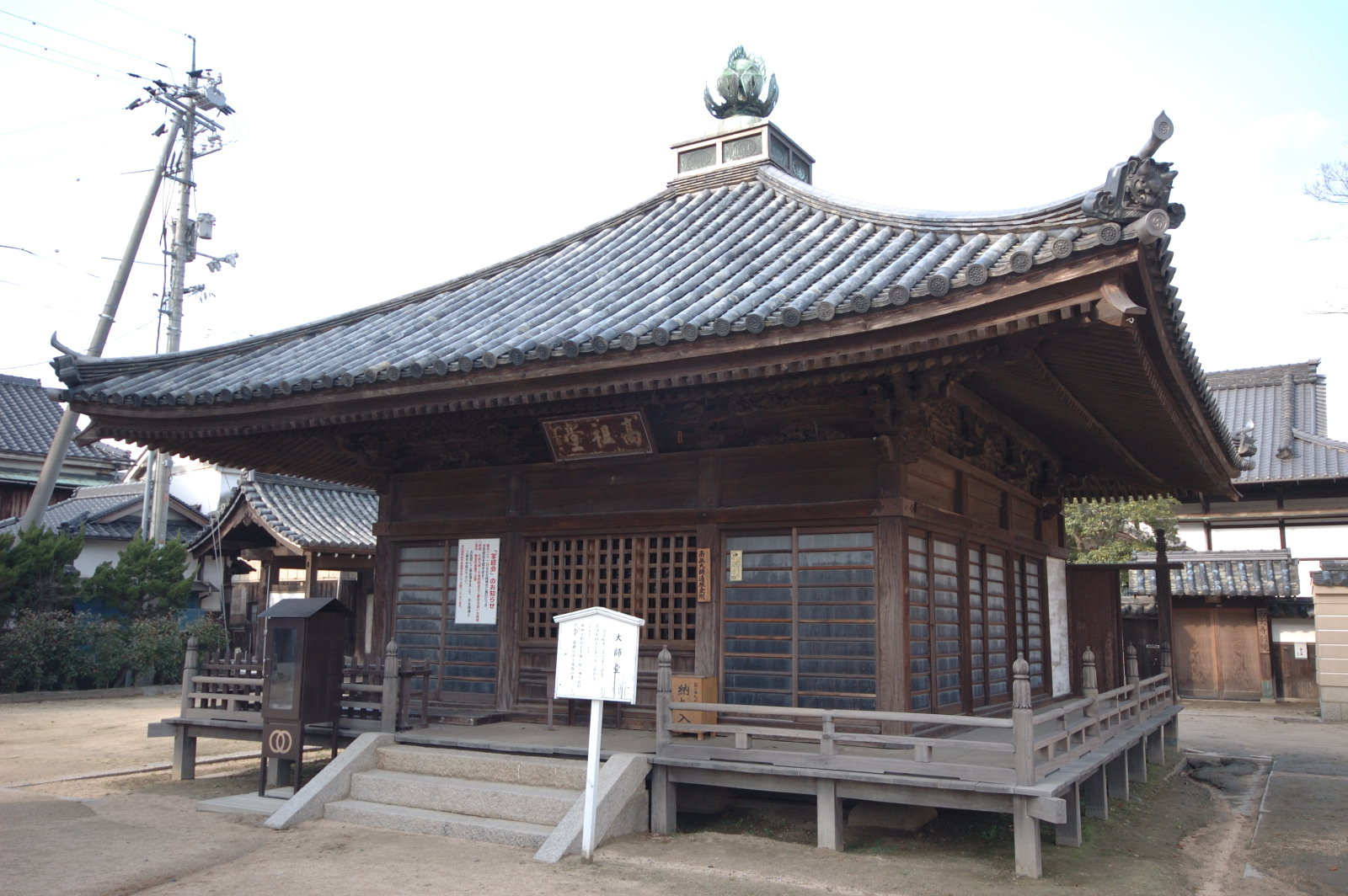
高祖堂（大師堂）（登録有形文化財）
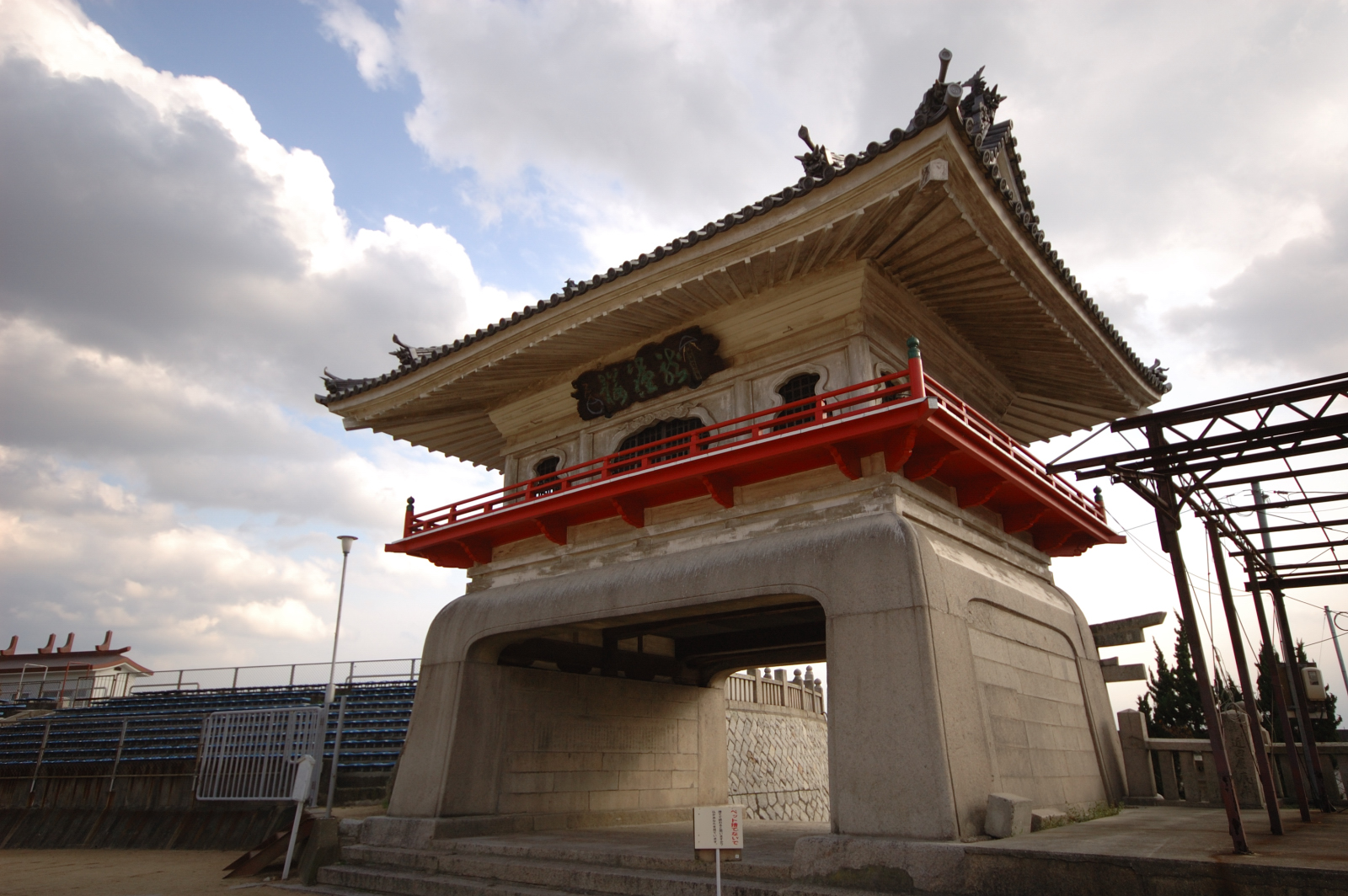
石門（登録有形文化財）
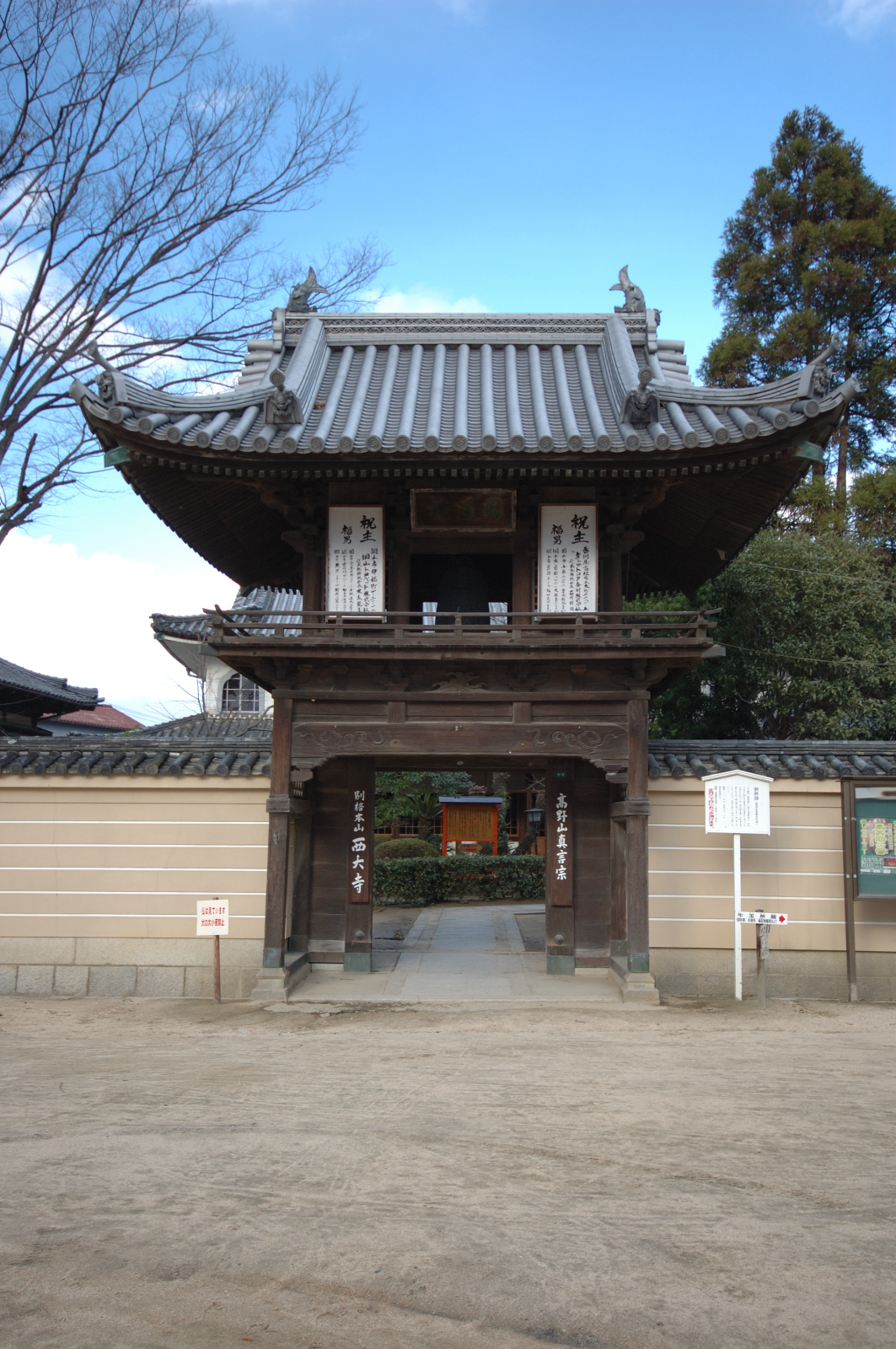
鐘楼門（登録有形文化財）

## 文化財

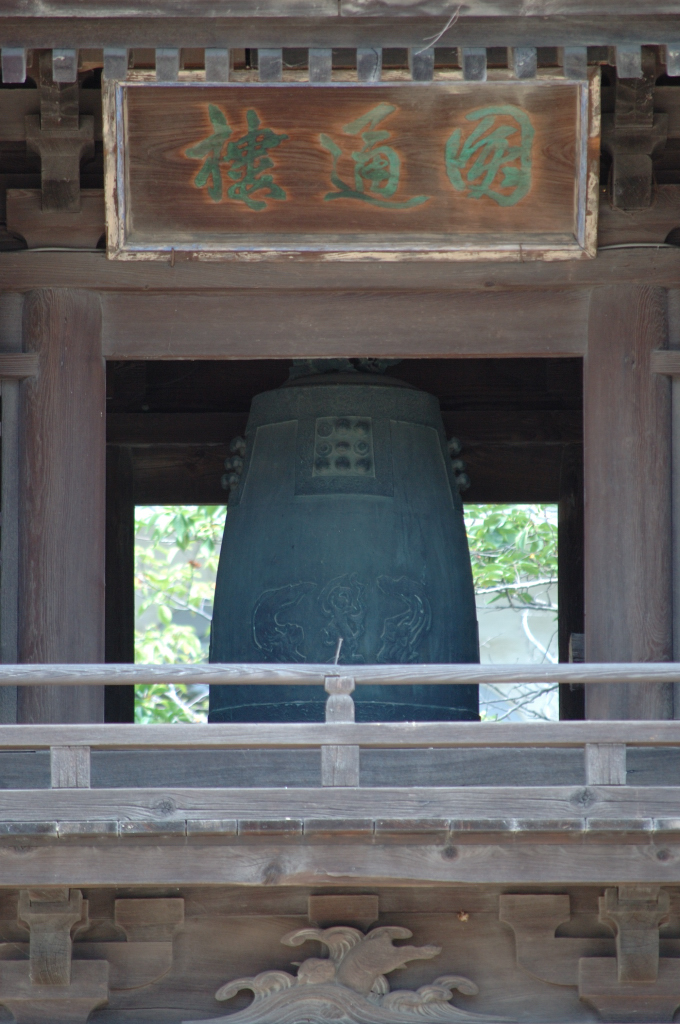
朝鮮鐘
（国の重要文化財）

### 重要文化財（国指定）
- 朝鮮鐘 - 高麗時代初期（10世紀頃）に朝鮮半島で鋳造されたと推定される。総高：111.5cm、口径：65.2cm。鐘表面には奏楽舞踊の天人像を鋳出する。本鐘とデザインが共通する沖縄県波上宮の朝鮮鐘（第二次大戦で焼失）には顕徳3年（956年）の銘がある。西大寺鐘は無銘であるが、波上宮鐘と同じ頃の鋳造と推定されている[5]。

### 登録有形文化財（国登録）[6]
- 牛玉所殿（本殿・釣殿及び拝殿、奥殿）

### 登録有形文化財（国登録）[7]
- 高祖堂
- 経蔵（輪蔵）
- 仁王門
- 石門
- 鐘楼門

### 岡山県指定重要文化財
- 三重塔
- 石造七重層塔
- 金陵山古本縁起（西大寺縁起）

重要無形民俗文化財（国指定）
- 西大寺の会陽[8]

岡山市指定重要文化財
- 本堂

## 名物 笹の葉せんべい
江戸時代からの名物土産。笹の葉の形状の平たいせんべいで、下記の菓子店で販売している。
- 福田屋(岡山市東区西大寺浜)「元祖」を名乗る。

- 塩見常盤堂(岡山市東区西大寺中1丁目)「本舗」を名乗る。

- 小町総本店(岡山市東区西大寺中3丁目)

- 松風堂(岡山市東区西大寺中1丁目)

## 交通アクセス
- JR赤穂線西大寺駅より徒歩10分
- 両備バス西大寺バスセンターより徒歩10分
  - 会陽開催日には、JR赤穂線の臨時列車や岡山市内の主要バスターミナルからの臨時直行バスが運行される。

## 前後の札所
中国三十三観音霊場
1 西大寺 -- 2 餘慶寺
百八観音霊場
1 西大寺 -- 2 南海観音（境内）-- 3 餘慶寺